# Hình Đôn Hành
Hình Đôn Hành (邢敦行) là một tướng nhà Thanh, từng đỗ trạng nguyên võ (nhất giáp nhất danh võ tiến sĩ) kỳ thi năm 1778 (năm Càn Long thứ 43). Sau khi thi đỗ, ông được phong chức đầu đẳng thị vệ rồi dần lên đến chức phó tướng ở Quảng Đông. 1789 chết trận khi chiến đấu tại Thăng Long, Đại Việt.